# Helen Jackson
Pour les articles homonymes, voir Jackson.
Helen Jackson (épouse Atkins) (née le 17 décembre 1867 à Hexham au Royaume-Uni et morte à Lichfield au Royaume-Uni le 28 mai 1940) est une joueuse de tennis britannique de la fin du XIXe siècle. 
En 1895, elle a atteint la finale du simple dames au tournoi de Wimbledon, battue par Charlotte Cooper.

## Palmarès (partiel)

### Finale en simple dames
| No | Date       | Nom et lieu du tournoi       | Catégorie | Surface      | Vainqueure       | Score    |  |
| -- | ---------- | ---------------------------- | --------- | ------------ | ---------------- | -------- |  |
| 1  | 08/07/1895 | The Championships, Wimbledon | G. Chelem | Gazon (ext.) | Charlotte Cooper | 7-5, 7-6 |  |

## Parcours en Grand Chelem (partiel)
Si l’expression « Grand Chelem » désigne classiquement les quatre tournois les plus importants de l’histoire du tennis, elle n'est utilisée pour la première fois qu'en 1933, et n'acquiert la plénitude de son sens que peu à peu à partir des années 1950.

### En simple dames
| Année | - | - | - | - | Wimbledon | Wimbledon        | US National | US National |
| 1895  | - | - | - | - | Finale    | Charlotte Cooper | -           | -           |

À droite du résultat, l’ultime adversaire.